# 노스테일
노스테일(NOSTALE)은 대한민국의 게임 회사 Entwell에 의해 제작된 온라인 게임이다. 유형은 MMORPG로 분류된다.

## 캐릭터 직업
검사 직업: 워리어,블레이드,버서커,크루세이더,글라디에이터,청룡,사신,어스트레이

궁수 직업: 레인져,와일드키퍼,어쌔신,디스트로이어,캐논슈터,호크헌터,데몬헌터,발키리

주술사 직업: 레드매지션,블루매지션,홀리메이지,다크거너,볼케이노,포세이돈,환술사,아크메이지

기타 스페셜리스트(All): 자자마루,파자마,캡틴 코스튬,치킨 코스튬